# Ernest Simoni
El Pare Ernest Simoni (18 d'octubre de 1928) és un prevere catòlic i cardenal albanès. Va ser ordenat sacerdot el 7 d'abril de 1956.
El 24 de desembre de 1963 va ser detingut per les autoritats comunistes albaneses sota l'acusació d'haver celebrat la missa de Nadal en record del president dels Estats Units John Fitzgerald Kennedy, assassinat uns mesos abans. Va ser condemnat a mort, però la sentència va ser commutada a 25 anys de presó i treballs forçats. Va ser alliberat 18 anys després, el 1981.
El 21 de setembre de 2014 es va trobar amb el papa Francesc durant la seva visita apostòlica a Albània. El mateix papa, el 9 d'octubre de 2016, anuncia que en el consistori de 19 de novembre de 2016 el designarà cardenal.